# 廖雲騰
廖雲騰（？—？），福建福州府懷安縣人，匠籍，明朝政治人物。

## 生平
成化二十二年（1486年）丙午科福建鄉試第七名舉人，弘治三年（1490年）中式庚戌科會試第二百五十四名，二甲第六十六名進士。授刑部主事，升員外郎、郎中。

## 家族
曾祖廖元善；祖父廖宗亮；父廖誠，教諭 贈刑部員外郎。母□氏。具慶下。弟廖雲翔。